# Birijja
Birijja (hebr. ביריה; ang. Biriya) – wieś komunalna położona w Samorządzie Regionu Merom ha-Galil, w Dystrykcie Północnym, w Izraelu.

## Położenie
Leży w centralnej części Górnej Galilei w pobliżu góry Meron (1 208 m n.p.m.).

## Historia
Osada została założona w 1945.